# Sarah Borwell
Sarah Borwell (født 20. august 1979 i Middlesbrough, Storbritannien) er en kvindelig professionel tennisspiller fra Storbritannien.
Sarah Borwell højeste rangering på WTA single rangliste var som nummer 199, hvilket hun opnåede 10. juli 2006. I double er den bedste placering nummer 65, hvilket blev opnået 9. august 2010.